# زواج المثليين في كولومبيا البريطانية
أصبح زواج المثليين قانونيا في المقاطعة الكندية كولومبيا البريطانية قانونيا في 8 يوليو 2003، مما يجعلها ثاني مقاطعة في كندا، فضلاً عن كونها الولاية القضائية الثانية في أمريكا الشمالية (والرابعة في جميع أنحاء العالم) التي تشرع زواج المثليين، بعد أونتاريو، بعد سلسلة من الأحكام القضائية التي قضت في النهاية لصالح الأزواج المثليين الذين يسعون للحصول على تراخيص الزواج.

## الجدول الزمني
- 4 يوليو/تموز 1995: تمت الموافقة على قانون التبني من قبل الجمعية التشريعية لكولومبيا البريطانية. والذي سمح للشركاء المثليين بتبني الأطفال بشكل مشترك. أصبحت كولومبيا البريطانية أول مقاطعة في كندا تسمح للأزواج المثليين بتبني الأطفال.[2] دخل القانون حيز التنفيذ في 4 نوفمبر 1996.[3]
- 2 أكتوبر/تشرين الأول 2001: حكم قاضي المحكمة العليا في كولومبيا البريطانية إيان بيتفيلد ضد الأزواج المثليين الساعين إلى الزواج قائلين إنه غير مسموح به بموجب الدستور الكندي. وقال «لا يجوز للبرلمان سن تشريع لتغيير المعنى القانوني للزواج ليشمل الاتحادات المثلية». «أتفق في المذكرة المقدمة من المدعي العام لكندا على أن التمييز الأساسي بين العلاقات المثلية والعلاقات المغايرة هو أمر جوهري في السياق الكندي بحيث لا توجد وسيلة للمساواة بين العلاقات المثلية وبين الزواج بينما في نفس الوقت الحفاظ على الأهمية الأساسية للزواج في المجتمع». يعتبر القاضي بيتفيلد القاضي الوحيد في كندا الذي حكم ضد الأزواج المثليين.
- 1 مايو/أيار 2003: قضى قضاة محكمة الاستئناف في كولومبيا البريطانية في حكم 3 قضاة ضد مقابل عدم حكم أي قاض ضد (3-0) بأن رفض منح تراخيص الزواج للأزواج المثليين كان انتهاكًا للميثاق الكندي للحقوق والحريات. وكتبت المحكمة: «لقد توسعت حقوق المثليين بشكل مطرد منذ أن أصبحت المثلية الجنسية قانونية في كندا في عام 1969، وهذه التطورات تحظى بدعم شعبي كبير، على الرغم من أن المسألة لا تزال مثيرة للجدل». «لا يمكن تجاهل هذا التطور. يجب أن يتكيف الزواج المدني مع المفاهيم المعاصرة للزواج كمؤسسة في مجتمع يعترف بحقوق الأشخاص المثليين في المعاملة غير التمييزية.» منحت المحكمة الحكومة الكندية حتى 2 يوليو 2004، لتغيير تعريف الزواج بحيث يشمل الأزواج من نفس الجنس، على غرار الحكم في أونتاريو.
- 8 يوليو/حزيران 2003: أصدرت محكمة استئناف كولومبيا البريطانية قرارًا آخر، رفعت الوقف الذي فرضته على الحكومة في قرارها الصادر في مايو. وقالت المحكمة إنها «راضية» ولاحظت قرار محكمة استئناف أونتاريو في قرارها برفع الوقف على الفور. جاء في الحكم أن «أي تأخير إضافي سيؤدي إلى تطبيق غير متساو للقانون بين أونتاريو وكولومبيا البريطانية.»
- 8 يوليو/تموز 2003: بعد ساعات قليلة من صدور حكم محكمة الاستئناف، أصبح أنتوني بورسينو وتوم غراف أول رجلين يتزوجان قانونيا في كولومبيا البريطانية.

- أغسطس/آب، 2003: تزوجت سيليا كيتزنغر وسو ويلكنسون في يايلتون. عادوا إلى إنجلترا وطالبوها بالاعترف على زواجهم. كانت هذه بداية لحركة المساواة في الزواج في المملكة المتحدة.

15 يونيو/حزيران 2005: منح قاضي المحكمة العليا في كولومبيا البريطانية في نانايمو أول طلاق مثلي في كولومبيا البريطانية. على الرغم من أن زواج المثليين كان قانونيًا في كولومبيا البريطانية لمدة عامين، إلا أن قانون الطلاق لا يزال يعرف الزواج بأنه بين رجل وامرأة. قام القاضي، بموافقة النائب العام، بتغيير قانون الطلاق ليشمل الأزواج المثليين.
- 23 نوفمبر/تشرين الثاني 2011: سن قانون الأسرة من قبل الجمعية التشريعية في كولومبيا البريطانية. وتم تعديل «قانون الزواج» باسبدال عبارة «الزوج والزوجة» مع عبارة «الزوجين» المحايدة جندريا.[5]

## إحصاءات الزواج
في عام 2003، تم عقد 735 حالة زواج المثليين في كولومبيا البريطانية. من بين هؤلاء، كان معظمهم بين الأزواج المقيمين في الولايات المتحدة وليس في كندا.

## الرأي العام
وجد استطلاع للرأي أجرته مؤسسة إنفايرونكس ريسرتش في الفترة من 12 يونيو إلى 6 يوليو 2003 أن هامشًا من 53% إلى 43% على مستوى البلاد يؤيدون زواج المثليين. وخلص الاستطلاع إلى أن كولومبيا البريطانية كانت تتمتع بأحد أعلى مستويات الدعم في البلاد، لكنها لم تقدم أي رقم.
وجد استطلاع للرأي أجرته مؤسسة إنفايرونكس ريسرتش في الفترة من 14 ديسمبر إلى 5 يناير 2005 أن هامش 54% -43% على الصعيد الوطني يؤيدون زواج المثليين. تم استطلاع الرأي مع 214 من الكولومبيين البريطانيين في الاستطلاع، وقال 60٪ من المجيبين إنهم يؤيدون زواج المثليين، بينما عارض 38% ذلك.